# 12. Panzerdivision (Bundeswehr)
Die 12. Panzerdivision war eine Division des Heeres der Bundeswehr. Das Divisionskommando befand sich seit 1965 in Veitshöchheim. Die Division war in Bayern, Baden-Württemberg und Rheinland-Pfalz stationiert und wurde 1994 aufgelöst.

## Verbandsabzeichen
Das Verbandsabzeichen der Division greift die Symbolik des Wappens ihrer fränkischen Heimat auf. Der Bildhintergrund zeigt den fränkischen Rechen in silber-rot. Dieses Symbol taucht sowohl im Wappen Baden-Württembergs als auch im Bayerischen Staatswappen auf, also in den Wappen der Heimatländer der Division. Das zweite Symbol ist eine eingekerbte, von Rot und Gold gevierte Fahne an goldener Lanzenstange, so wie es ähnlich auch im Wappen der fränkischen Stadt Würzburg aufgenommen ist. Es ähnelt der Fahne des alten Herzogtums Franken. Das Divisionswappen war von einer schwarz durchwirkten silbernen Kordel umrandet. Die Brigadewappen unterschieden sich davon nur in der verschiedenfarbigen Umrandung nach dem traditionellen W-R-G-Schema des Heeres (Brigade 34 weiß, Brigade 35 rot, Brigade 36 gelb).

## Geschichte

### Heeresstruktur (I) und II
Als letzter der geplanten Großverbände des Heeres wurde die Division zum 1. Januar 1961 mit Sitz des Stabes in Tauberbischofsheim unter dem II. Korps in Ulm in Dienst gestellt. Anfänglich gehörte zur Division die Panzerbrigade 36. 1961 hieß die Division noch 12. Panzergrenadierdivision. 1961 wurde der Division die Panzerbrigade 35 unterstellt. Am 17. März 1965 wurde die Division, deren Stab inzwischen von Tauberbischofsheim nach Veitshöchheim bei Würzburg verlegt hatte, der NATO assigniert.

### Heeresstruktur III bis Auflösung
1970 wechselte die Division zum III. Korps (Koblenz). Die Panzerbrigade 14 wechselte von der 5. Panzerdivision 1977 zur 12. Panzerdivision. Anmerkung:  Die Heeresstruktur III bestand bis 1980. 1980 trat die Heeresstruktur IV in Kraft, die Umbenennungen, Auflösungen und Umgliederungen von Einheiten zur Folge hatte. Die nachstehende Aufstellung und Gliederung ist teilweise aus der Heeresstruktur III und teilweise aus der Heeresstruktur IV, somit in Teilen nicht komplett und nicht völlig korrekt. Ihr unterstanden damit:
- Stab und Stabskompanie
- Panzerbrigade 14 Koblenz (seit 1981 neuer Name: Panzerbrigade 34)
- Panzergrenadierbrigade 35 (Hammelburg)
- Panzerbrigade 36 (Bad Mergentheim)
- Divisionstruppen
  - Artillerieregiment 12 (Tauberbischofsheim) mit
    - Feldartilleriebataillon 121 (Tauberbischofsheim)
    - Raketenartilleriebataillon 122 (Philippsburg)

  - Panzeraufklärungsbataillon 12 (Ebern)
  - Flugabwehrbataillon 12 (Hardheim)
  - Pionierbataillon 12 (Speyer)
  - Fernmeldebataillon 12 (Veitshöchheim)
  - Sanitätsbataillon 12 (Veitshöchheim)
  - Nachschubbataillon 12 (Bad Mergentheim)
  - Instandsetzungsbataillon 12 (Tauberbischofsheim)
  - Heeresmusikkorps 12 (Veitshöchheim)

Gliederung der Division von etwa 1971 bis etwa 1990: 
- Panzerbrigade 34 Koblenz
  - Stab/StKp PzBrig 34 Koblenz
  - PzJgKp 340 Koblenz
  - PzPiKp 340 Koblenz
  - NschKp 340 Koblenz
  - InstKp 340 Koblenz
  - PzBtl 341 Koblenz
  - PzGrenBtl 342 Koblenz
  - PzBtl 343 Koblenz
  - PzBtl 344 Koblenz
  - PzArtBtl 345 Kusel (jetzt ArtLehrBtl 345 in Idar-Oberstein)
- Panzergrenadierbrigade 35 Hammelburg
  - Stab/StKp PzGrenBrig 35 Hammelburg
  - PzJgKp 350 Hammelburg
  - PzPiKp 350 Hammelburg
  - NschKp 350 Hammelburg
  - InstKp 350 Hammelburg
  - bis 1980 Jäger(Lehr)Btl 351 Hammelburg, dann PzGrenBtl 351 in Hammelburg (gekadert)
  - PzGrenBtl 352 Mellrichstadt
  - seit 1980 PzGren(Lehr)Btl 353 Hammelburg
  - PzBtl 354 Hammelburg
  - PzArtBtl 355 Wildflecken
  - AusbKp 2/12 Mellrichstadt
  - AusbKp 4/12 Hammelburg
- Panzerbrigade 36 Bad Mergentheim
  - Stab/StKp PzBrig 36 Bad Mergentheim
  - PzJgKp 360 Külsheim
  - PzPiKp 360 Bad Mergentheim
  - NschKp 360 Bad Mergentheim
  - InstKp 360 Külsheim
  - PzBtl 361 Külsheim
  - PzGrenBtl 362 Walldürn
  - PzBtl 363 Külsheim
  - PzBtl 364 Külsheim
  - PzArtBtl 365 Walldürn
- Divisionstruppen
  -  Artillerieregiment 12 Tauberbischofsheim
    - FArtBtl 121 Tauberbischofsheim (seit 1993 BeobPzArtLehrBtl 121)
    - RakArtBtl 122 Philippsburg; seit 1993 Walldürn
    - BeobBtl 123 Tauberbischofsheim / Hardheim: 4./123 (Drohnenbatterie; seit April 1993 selbständig)
    - Begleitbatterie 12 Philippsburg

  - FlaRgt 12 Hardheim
  - PiBtl 12 Volkach
  - FmBtl 12 Veitshöchheim
  - PzAufklBtl 12 Ebern
  - InstBtl 12 Volkach, Walldürn, Hardheim, Külsheim, Sigmaringen
  - NschBtl 12 Bad Mergentheim, Veitshöchheim, Tauberbischofsheim, Walldürn, Hammelburg,
  - SanBtl 12 Veitshöchheim
  - HFlgStff 12 Niederstetten
  - ABCAbwKp 12 Zweibrücken
  - HMusKorps 12 Veitshöchheim

1990 wechselte die 34. Brigade zum WBK IV / 5. PzDiv. 1993 wurde die Panzergrenadierbrigade 35 außer Dienst gestellt, 1994 die 12. Panzerdivision. Truppenteile wurden teils der 1. Gebirgsdivision unterstellt (z. B. Panzerbrigade 36), teils der 10. Panzergrenadierdivision (z. B. Artillerieregiment 12).

## Kommandeure
| Nr. | Name                             | Beginn der Berufung | Ende der Berufung  |
| --- | -------------------------------- | ------------------- | ------------------ |
| 14  | Generalmajor Manfred Eisele      | 1. April 1992       | 31. März 1994      |
| 13  | Generalmajor Hartmut Bagger      | 23. November 1990   | 31. März 1992      |
| 12  | Generalmajor Hartmut Foertsch    | 1. April 1989       | 21. Oktober 1990   |
| 11  | Generalmajor Gert Verstl         | 1. Oktober 1986     | 31. März 1989      |
| 10  | Generalmajor Siegfried Storbeck  | 1. Oktober 1984     | 30. September 1986 |
| 9   | Generalmajor Lutz Moek           | 1. April 1982       | 30. September 1984 |
| 8   | Generalmajor Gerd-Helmut Komossa | 1. April 1980       | 31. März 1982      |
| 7   | Generalmajor Gert Bastian        | 1. Oktober 1976     | 21. Januar 1980    |
| 6   | Generalmajor Paul-Georg Kleffel  | 1. Oktober 1973     | 30. September 1976 |
| 5   | Generalmajor Hans Teusen         | 1. Oktober 1971     | 30. September 1973 |
| 4   | Generalmajor Gerd Kobe           | 1. Oktober 1967     | 30. September 1971 |
| 3   | Generalmajor Peter von Butler    | 1. April 1964       | 30. September 1967 |
| 2   | Brigadegeneral Kurt von Einem    | 1. Mai 1962         | 31. März 1964      |
| 1   | Brigadegeneral Artur Weber       | 1. Juni 1961        | 31. März 1962      |